# Konstantin von Tischendorf
Lobegott Friedrich Konstantin von Tischendorf (Lengenfeld, 1815. január 18. – Lipcse, 1874. december 7.) német protestáns teológus.

## Életútja
Lipcsében tanult 1834 és 1838 között teológiát és nyelvészetet, majd a boroszlói egyetem 1843-ban teológiai doktori diplomát adott neki. Ugyanazon évben a szász kormány megbízásából Párizsba ment, ahol kibetűzte a Codex Ephraemit, és ugyanilyen célból többször is beutazta Angliát, Egyiptomot; fölkereste a nitriai barátok zárdáit, a Szinai hegyen levő zárdát. Járt Palesztinában, Szíriában, Kis-Ázsiába a mindenünnen gazdag kéziratgyűjteményekkel tért haza.
1845-ben rendkívüli, és 1859-ben rendes tanára lett Lipcsében a teológiának és bibliai paleográfiának, 1867-ben titkos udvari tanácsosnak nevezték ki. Az oxfordi és cambridge-i egyetemek 1865-ben ünnepélyesen jogi doktorrá emelték és általában számos megtiszteltetésben és kitüntetésben részesült. 1859-ben az orosz kormány költségén járt – ekkor már harmadszor – Keleten, a Szinai-zárdában fölfedezte a híres Codex Sinaiticust.
Számtalan bibliai kódex látott általa napvilágot: több kiadásban megjelent tőle 1841 óta az Újszövetség, kritikai jegyzetekkel ellátva, kiadta a Septuagintát és apokrif evangéliumokat is. Egyik utolsó műve a Vulgata kiadása volt (1873). Adott ki egyházi beszédeket és egy költeménykötetet is.

## Nevezetesebb művei

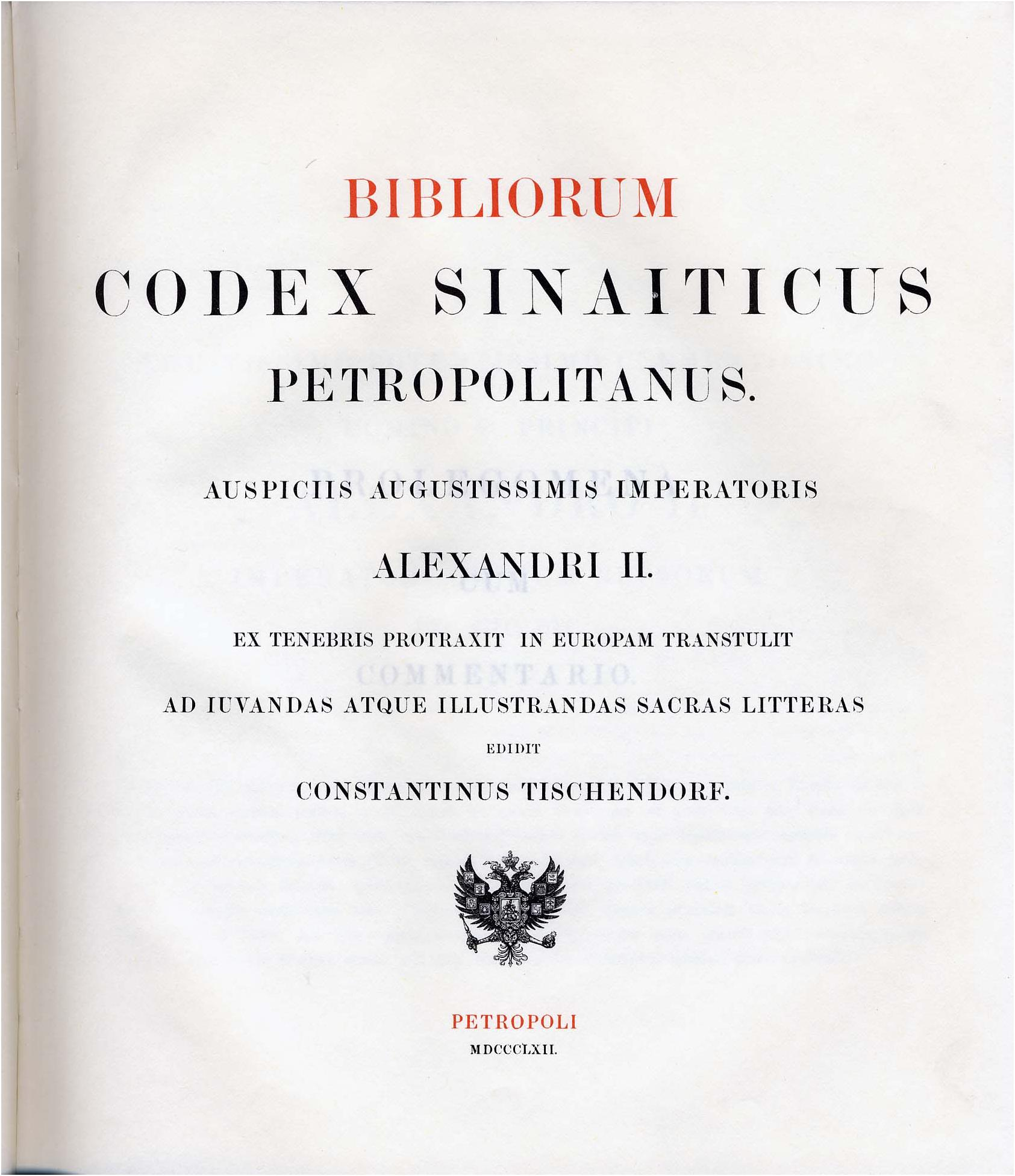
A Codex Sinaiticus

- Wann wurden unsere Evangelien verfasst? (1865 és többször)
- Haben wir den ächten Schrifttext der Evangelien und Apostel? (1873)
- Reise in der Orient (2 kötet, 1845)
- Aus dem heiligen Lande (Lipcse, 1862)